# Биг-Стон (округ)
Биг-Стон (англ. Big Stone County) — округ в штате Миннесота, США. Административный центр и крупнейший город округа — Ортонвилл.

## История
Округ был образован 20 февраля 1862 года. Своё имя округ получил по названию озера Биг-Стон-Лейк, располагающегося на границе штатов Миннесота и Южная Дакота. Биг-Стон (англ. big stone — большой камень) является переводом с языка Сиу на английский язык названия, данного озеру индейцами Сиу, обнаружившими в одной из его частей обнажение больших пластов гранита и гнейса.

## География
Расположен в западной части штата Миннесота.
Общая площадь территории округа — 1367,2 км², из которых 1286,9 км² — суша, а 80,1 км² — водная поверхность.

### Охраняемые природные зоны
- Биг-Стонский национальный заповедник[англ.]

### Основные автомагистрали
- U.S. Highway 12
- U.S. Highway 75
- Minnesota State Highway 7
- Minnesota State Highway 28

## Демография
Население округа составляло:
- по переписи 2010 года — 5269 человек;
- по переписи 2000 года — 5820 человек.

Плотность населения составляет 5 чел./км².